# 東京ビロード
有限会社東京ビロード（とうきょうビロード 英: TOKYO VELLUDO Co.,Ltd.）は、東京都台東区元浅草に本社を置く、別珍、ベルベットを専門に取り扱う老舗。現在では、各種織物製造卸商としてポリエステル繊維各種、縫製施工業、防炎加工業としても事業を展開している。劇場備品・舞台幕の世界的なリーディングカンパニー、ドイツ・ゲレッツ社の日本市場正規代理店として営業展開を行なっている。